# Lillehammer Cykleklubb
Lillehammer Cykleklubb er en norsk cykelklub med base i Lillehammer. Den blev grundlagt den 14. juni 1974.
Klubben var blandt initiativtagerne til etableringen af det professionelle cykelhold Uno-X Mobility.